# Fazenda Vilanova
Fazenda Vilanova – miasto i gmina w Brazylii, w stanie Rio Grande do Sul. Znajduje się w mezoregionie Centro Oriental Rio-Grandense i mikroregionie Lajeado-Estrela.